# Fulvio Orsini

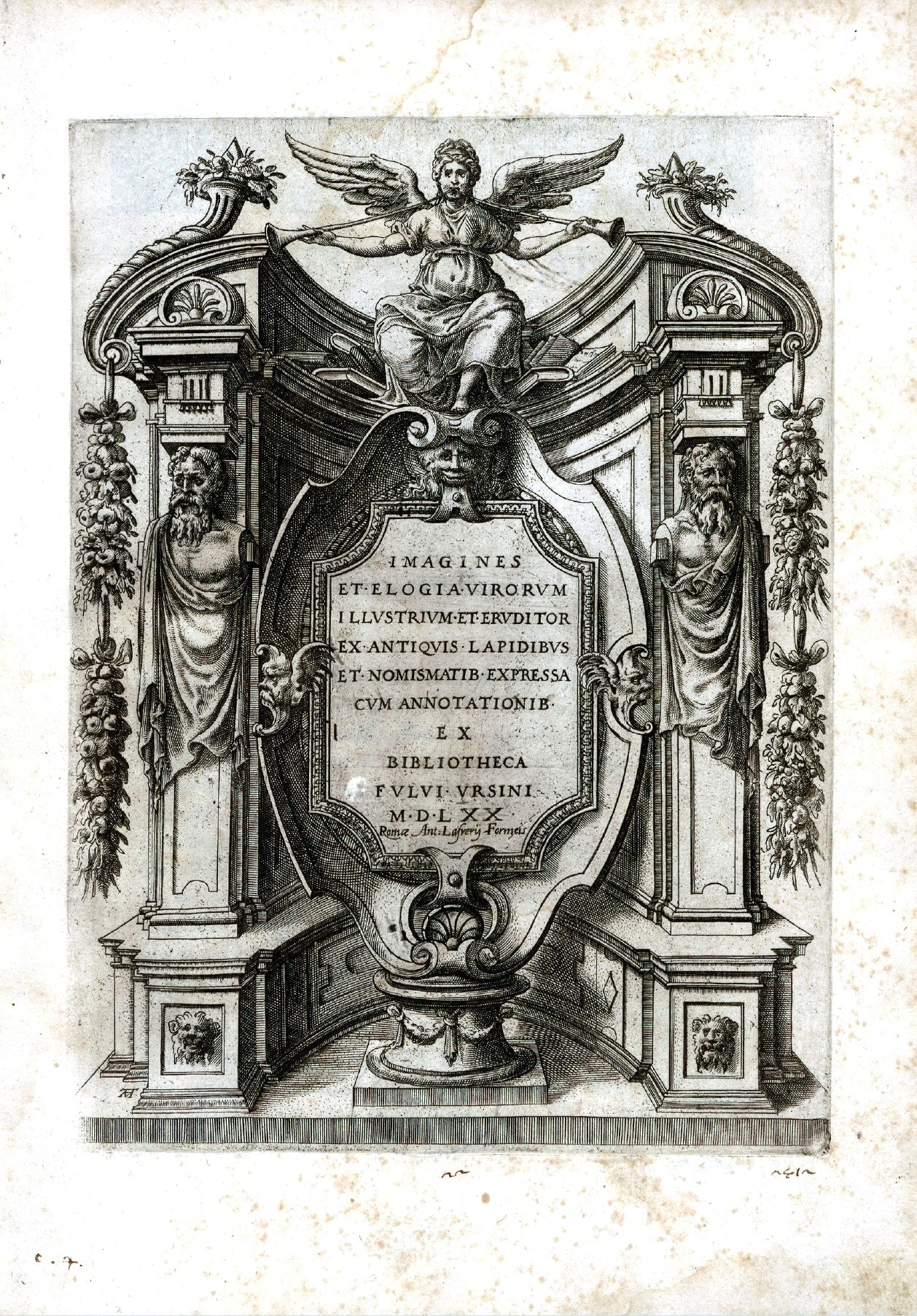
Imagines et elogia virorum illustrium et eruditor..., Roma, 1570.

Fulvio Orsini, latinizado como Fulvius Orsinus (Roma, 11 de diciembre de 1529 - Roma, 18 de mayo de 1600) fue un humanista italiano.
Era probablemente hijo natural de Maerbale Orsini, un miembro de la línea de Mugnano de la familia Orsini. A la edad de nueve años entró en el coro de niños de San Juan de Letrán, protegido por Monseñor Gentile Delfiín, obispo de Camerino, quien, tras completar su educación, le presentó a la familia Farnesio, de la que pasó a ser bibliotecario. Sirvió primero al cardenal Ranuccio, y a la muerte de éste a su hermano el cardenal Alejandro, que también le confió los fondos artísticos de la familia.
En 1563 obtiene una canonjía en San Juan de Letrán, en 1577 se le ofreció una cátedra en la Universidad Jagellónica de Cracovia y en 1581 el papa Gregorio XIII le nombró corretore greco; pero continuó viviendo en el Palacio Farnesio hasta su muerte. Legó su propia colección de arte al cardenal Eduardo, sobrino de los anteriores.
Se aplicó enérgicamente al estudio de las lenguas clásicas (latín y griego). Publicó una nueva edición del Arnobius y de la Septuaginta, y escribió obras sobre la historia de Roma, la numismática (Familiae Romanae quae reperiuntur in antiquis numismatibus, 1577 -su aureum opus, según Joseph Justus Scaliger-, en colaboración con el humanista español Antonio Agustín), la epigrafía y la iconografía (Imagina virorum illustrium, 1570), entre muchos otros asuntos. Su relación con el cardenal Granvela le permitió publicar varias obras en Amberes, con el impresor Cristóbal Plantino.
Orsini reunió una gran colección de antigüedades y una costosa biblioteca de manuscritos y libros impresos, que posteriormente pasó a formar parte de la Biblioteca Vaticana.
Fue amigo y mecenas de El Greco durante la estancia en Roma de este pintor (entre 1570 y 1577). Entre su colección de pinturas había siete de sus obras, como Vista del monte Sinaí y Retrato de Giulio Clovio.

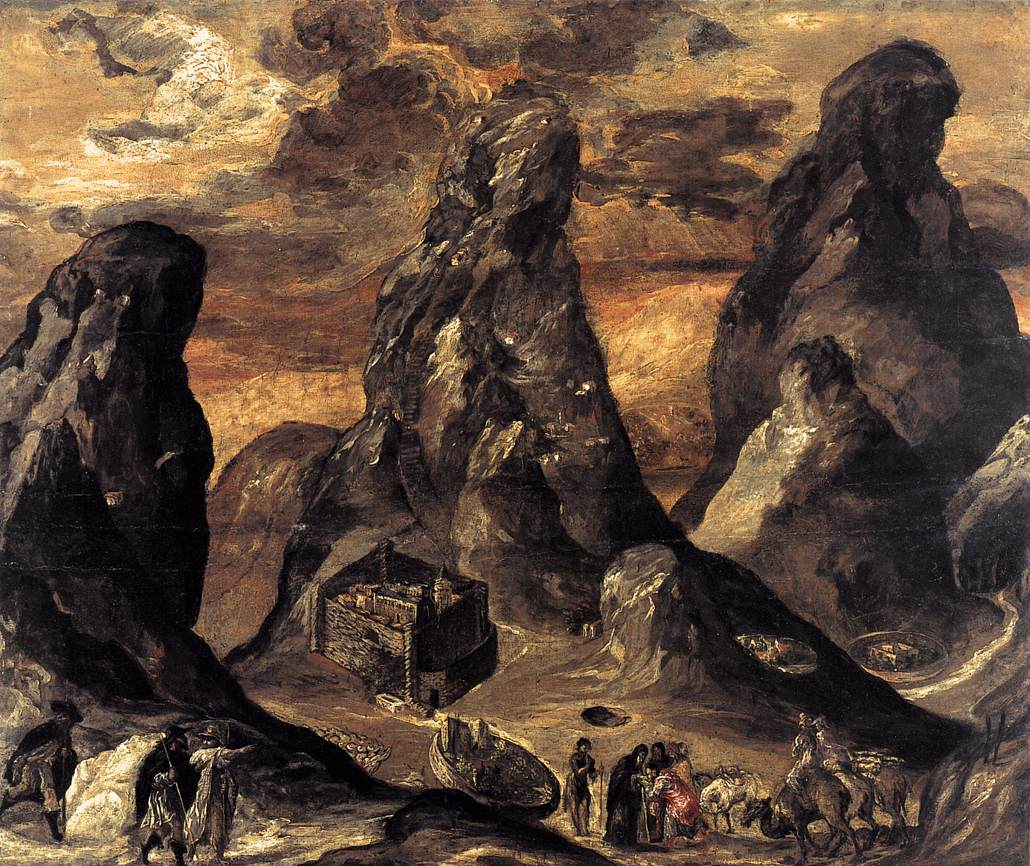
Vista del monte Sinaí.
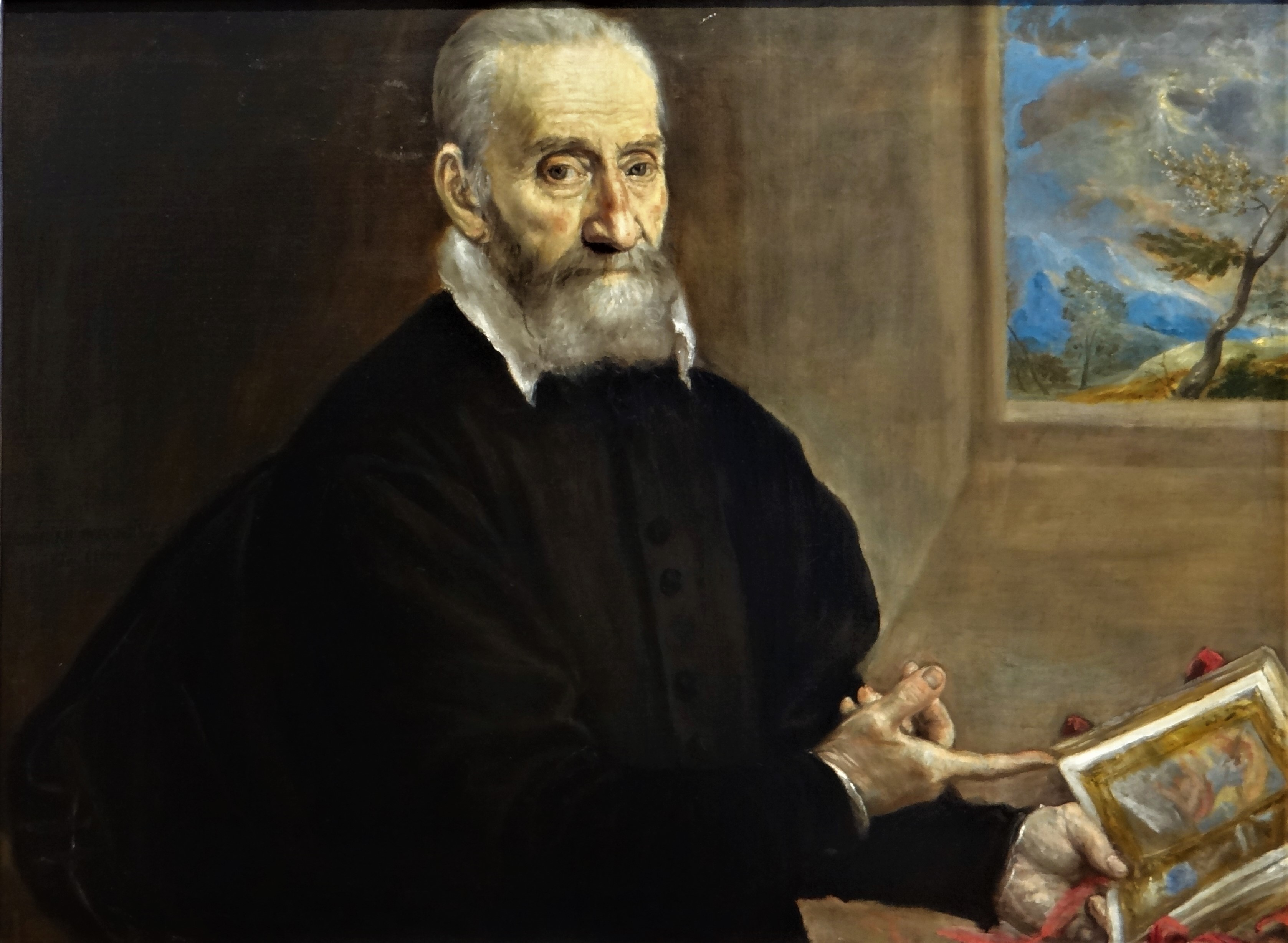
Retrato de Giulio Clovio.

Pierre de Nolhac escribió una monogafía (La Bibliothèque de Fulvio Orsini, 1887) que todavía sigue siendo la principal fuente sobre el tema.